# Odorrana margaretae
Espèce
Synonymes
- Rana margaretae Liu, 1950

Statut de conservation UICN

 LC  : Préoccupation mineure
Odorrana margaretae est une espèce d'amphibiens de la famille des Ranidae.

## Répartition
Cette espèce se rencontre :
- en République populaire de Chine dans les provinces du Gansu, du Guizhou, du Hubei, du Hunan et du Sichuan, au Guangxi et au Tibet entre 390 et 1 500 m d'altitude ;
- dans le nord du Viêt Nam dans les provinces de Lào Cai et de Lai Châu entre 1 900 et 2 500 m d'altitude.

## Étymologie
Cette espèce est nommée en l'honneur de Margaret W. Schmidt.

## Publication originale
- Liu, 1950 : Amphibians of western China. Fieldiana, Zoology Memoires, vol. 2, p. 1-400 (texte intégral).